# جاي أليوت كاميرون
جاي أليوت كاميرون (بالإنجليزية: J. Elliot Cameron)‏ هو قسيس أمريكي، ولد في 9 فبراير 1923، وتوفي في 27 فبراير 2011.